# Neftalí Feliz
Neftalí Feliz Antonio (ur. 2 maja 1988) – dominikański baseballista występujący na pozycji miotacza.

## Przebieg kariery
W czerwcu 2005 podpisał kontrakt jako wolny agent z organizacją Atlanta Braves, jednak dwa lata później został oddany do Texas Rangers. Po występach w niższych ligach, 3 sierpnia 2009 zadebiutował w MLB w meczu przeciwko Oakland Athletics jako reliever.
Na początku następnego sezonu został pierwszym closerem zespołu, zastępując na tej pozycji Franka Francisco. W lipcu 2010 po raz pierwszy otrzymał powołanie do AL All-Star Team i pobił rekord debiutantów w MLB zaliczając w sezonie zasadniczym 40 save'ów. 22 października 2010 w meczu numer 6 American League Championship Series przeciwko New York Yankees, zaliczył decydujący o pierwszym w historii klubu awansie do World Series strikeout. Ponadto został wybrany najlepszym debiutantem w American League.
Z powodu kontuzji łokcia odniesionej w maju 2012, trzy miesiące później zmuszony był przejść operację Tommy’ego Johna. Po raz pierwszy po rehabilitacji zagrał 1 września 2013.
W lipcu 2015 podpisał kontrakt jako wolny agent z Detroit Tigers, zaś w styczniu 2016 z Pittsburgh Pirates. 19 stycznia 2017 związał się roczną umową z Milwaukee Brewers, jednak 19 czerwca 2017 został zwolniony z kontraktu. Trzy dni później został zawodnikiem Kansas City Royals.

## Nagrody i wyróżnienia
| Nagroda/wyróżnienie         | Lata | Źródło |
| All-Star                    | 2010 | [ 1 ]  |
| AL Rookie of the Year Award | 2010 | [ 4 ]  |